# Balla Ferenc (orvos)
Balla Ferenc (Bezdán, 1930. január 12. – 2019. február 2.[forrás?]) fizikoterápiás, rehabilitációs szakorvos, író és helytörténész.

## Élete
Szülei Balla Ferenc és Nagy Mária. Felesége Goszein Borbála, fia ifj. Ferenc (1960). Az általános iskolát Bezdánban járta 1936-1940 között, majd a Szabadkai Magyar Főgimnáziumban tanult 1940-1949 között. Ezek után a Belgrádi Egyetem Orvosi Karán folytatta tanulmányait 1949-1956 között. Szakvizsgáját 1966-ban tette le, 1978-tól primárius.
Előbb 1958-1959-ben általános orvosként dolgozott a koluti, majd 1959-1960-ban a bezdáni egészségügyi állomáson. Nyugdíjba vonulásáig 1960-1995 között a zombori dr. Radivoj Simonović Egészségügyi Központhoz tartozó bezdáni Fizikoterápiás és Rehabilitációs Osztály igazgató főorvosa volt. 1978-1982 között a Vajdasági Képviselőház Végrehajtó Tanácsának tagja és tartományi egészségügyi és szociálpolitikai titkár.
Műveiben az orvostudománnyal, helytörténettel és néprajzzal foglalkozik. 1970-től tagja a Naučno društvo za istoriju zdravst-vene kulture Vojvodine, 1990-től a JMMT-nek, 1990-től a Magyar Néprajzi Társaságnak, 1995-től a Matica srpskának. 1995-től a Magyarságkutató Tudományos Társaság elnökségi tagja. Ezeken kívül a Kiss Lajos Néprajzi Társaság (1998-tól), a Vajdasági Magyar Tudományos Társaság (1999-től) és az Iványi István Vajdasági Történelmi Társulat (2000-től) tagja.

## Művei
- 1989 Medicinski centar "Dr. Radivoj Simonović" Sombor OUR fizikalne medicine i rehabilitacije Bezdan 1940-1990.
- 1990 Az egészség szolgálatában - A Bácska és Bánát egészségügye 900-1918-ig (társszerző Hegedüs Antal)
- 1993 Orvosok több hazában.
- 1994 Bezdán története a kezdetektől 1914-ig.
- 1994 A bezdáni szentháromság fogadalmi kápolna.
- 1994 Bácskai magyar népviseletek. (szerzői közösség)
- 1994 Istorija medicine i zdravstvene kulture na tlu današnje Vojvodine I. (szerzői közösség)
- 1998 "Beszéli a világ, hogy mi magyarok..." (szerzői közösség)
- 1999/2000 Mit tudunk magunkról? (szerzői közösség)
- 2000 A jó Isten dicsőségére. (szerzői közösség)
- 2001 Népi vallásosság a Kárpát-medencében II. (szerzői közösség)
- 2001 A magyar államiság ezer éve. (szerzői közösség)
- 2001 Bezdán története az I. világháború kezdetétől 1944. október 25-ig.
- 2002 Bezdán története a jugoszláv katonai közigazgatás bevezetésétől a termelő parasztszövetkezetek felbomlásáig - 1944-1953. (társszerző Balla István)
- 2002 A vajdasági magyarok néprajzi atlasza, CD-ROM (szerzői közösség)
- 2002 A honfoglalástól Mohácsig (szerzői közösség)
- 2003 A vajdasági magyarok néprajzi atlaszának kommentárkötete (szerzői közösség)
- 2003 A bezdáni orvosi rehabilitációs központ dokumentumai - 1912-2002. (társszerző Balla István)
- Balla Ferenc–Balla István: Bezdán művelődési életének krónikája; Logos, Tóthfalu, 2007
- Balla Ferenc–Balla István: Bezdán egészségügyi ellátásának története; Grafoprodukt, Szabadka, 2009